# David Dawson
David Robert Dawson (Widnes, Cheshire, 7 de septiembre de 1982) es un actor británico, reconocido por sus papeles en The Road to Coronation Street (2010), Luther (2011), Ripper Street (2012–2016), The Secret Agent (2016), The Last Kingdom (2015–2020) y Peaky Blinders (2013). 
En el escenario, Dawson recibió un premio Laurence Olivier por su papel de Smike en la producción de 2007 The Life and Adventures of Nicholas Nickleby. Otros de sus papeles notables incluyen Comedians de 2009, Posh de 2010 e Intrigue and Love de 2011.

## Filmografía
| Año       | Título                          | Rol               |
| --------- | ------------------------------- | ----------------- |
| 2021      | My Policeman                    | Patrick Hazelwood |
| 2016      | Maigret                         | Marcel Moncin     |
| 2015-     | The Last Kingdom                | Rey Alfredo       |
| 2015      | Banished                        | David Collins     |
| 2014      | The Smoke                       | Dom               |
| 2013      | Peaky Blinders                  | Roberts           |
| 2013      | The Borgias                     | Embajador francés |
| 2013      | Dancing on the Edge             | D.I. Horton       |
| 2012-2015 | Ripper Street                   | Fred Best         |
| 2012      | Parade's End                    | Aranjuez          |
| 2012      | Henry IV, Parts I and II        | Poins             |
| 2012      | The Mystery of Edwin Drood      | Bazzard           |
| 2011      | Luther                          | Toby Kent         |
| 2010      | The Road to Coronation Street   | Tony Warren       |
| 2009      | London Boulevard                | Big Issue Seller  |
| 2009      | The Secret Diary of a Call Girl | Byron Seebohm     |
| 2009      | Gracie!                         | Harry Parr Davies |
| 2007      | The Thick of It                 | Affers            |
| 2007      | Damage                          | Tom Byrne         |
| 2005      | Doc Martin                      | Wallace           |